# 岡堂哲雄
岡堂 哲雄（おかどう てつお、1932年 - 2018年6月23日）は、日本の臨床心理学者。臨床心理士・家族心理士。教育学博士（東北大学）。文教大学名誉教授。専門は、臨床心理学・家族心理学・家族療法。北海道弟子屈町出身。

## 経歴
- 1954年　東北大学文学部哲学科心理学専攻卒業。
- 1954年　東北大学大学院文学研究科心理学専攻入学。
- 1955年　東北大学大学院文学研究科退学。
- 1955年　釧路・札幌・東京で家裁調査官。
- 1966年　聖路加看護大学衛生看護学部講師・助教授を経て、1972年同看護学部教授。
- 1979年　文教大学人間科学部教授を経て、1993年文教大学大学院人間科学研究科臨床心理学専攻教授。
- 1982年 - 1999年 日本家族心理学会会長[2]。
- 1990年 - 1994年 International Academy of Family Psychology 会長[2]。
- 2002年　聖徳大学人文学部臨床心理学科教授。

## 社会的活動
（出典）
- 日本ヒューマン・ケア心理学会会長（1999年-2008年）
- 文部省学術審議会専門委員
- 日本学術会議心理学研究連絡委員会委員
- 日本心理学会第3部門代議員
- 日本家族心理学会理事長
- 日本保健医療行動科学会理事
- 日本ストレス学会評議員
- 日本精神衛生学会顧問
- 国際家族療法学会理事
- 国際家族心理学会会長

## 著書
- 『家族関係の臨床心理: 情緒障害児の理解と援助』（新書館、1967年）
- 『基礎臨床心理学』（萩書房、1967年）
- 『集団力学入門: 人間関係の理解のために』（医学書院、1974年）
- 『愛の臨床心理: 親と子の心の健康のために』（金沢文庫、1975年）
- 『心理学的家族関係学』（光生館、1976年）
- 『心理学: ヒューマンサイエンス』（金子書房、1985年）
- 『あたたかい家族』（講談社、1986年）ISBN 4061488007
- 『ファミリー・カウンセリング: 家族の危機を救う』（有斐閣、1987年）ISBN 4641090750
- 『家族心理学講義』（金子書房、1991年）ISBN 476082264X
- 『心理テスト: 人間性の謎への挑戦』（講談社、1994年）ISBN 4061492284
- 『家族カウンセリング』（金子書房、2000年）ISBN 4760822917
- 『家族というストレス: 家族心理士のすすめ』（新曜社、2006年）ISBN 478851026X

## 共編著
- 『人間性理解の心理学入門』水島恵一共編　北望社　1968
- 『集団心理療法』水島恵一共編　金子書房　1969
- 『人間関係の社会心理』長谷川浩共編　北望社　1970
- 『現代人の異常性』全6冊 大原健士郎共編　至文堂　1975-76　現代のエスプリ別冊
- 『心理検査学 心理アセスメントの基本』責任編集　垣内出版　1975
- 『精神健康の基礎』逸見武光,大原健士郎共著　誠信書房　1975
- 『ロールシャッハ・テスト入門』矢吹省司共著　日本文化科学社　1976
- 『青年 社会・心理・病理』全5冊　松原治郎共編集　至文堂　1977
- 『家族心理学』1978　有斐閣双書
- 『現代における自己実現』至文堂　1978
- 『青年期の心理』新曜社　1978
- 『心理臨床入門』新曜社　1979
- 『社会心理用語事典』至文堂　1982
- 『危機的患者の心理と看護』鈴木志津枝共編　中央法規出版　1987　シリーズ患者・家族の心理と看護ケア
- 『社会心理用語事典』至文堂　1987
- 『入院患者の心理と看護』坂田三允共編　中央法規出版　1987　シリーズ患者・家族の心理と看護ケア
- 『病気と人間行動』中央法規出版　1987　シリーズ患者・家族の心理と看護ケア
- 『病児の心理と看護』浅川明子共編　中央法規出版　1987　シリーズ患者・家族の心理と看護ケア
- 『老人患者の心理と看護』長浜晴子共編　中央法規出版　1987　シリーズ患者・家族の心理と看護ケア
- 『家族関係の発達と危機』同朋舎出版　1989　メンタルヘルス・シリーズ
- 『臨床心理学』日本文化科学社　1989
- 『講座心理臨床の実際　非行の心理臨床』福村出版　1990
- 『健康心理学 健康の回復・維持・増進を目指して』誠信書房　1991
- 『家族心理学入門』培風館　1992
- 『マリッジ・カウンセリング 心豊かな結婚生活のために、婚前・婚後に読む情報』至文堂　1992
- 『心理面接学 心理療法技法の基本』編著　垣内出版　1993
- 『潜在能力の発見』至文堂　1993　現代のエスプリ別冊 臨床心理テストシリーズ
- 『親子の心理とウエルネス 21世紀の幸福な親子関係を目指して』至文堂　1994　現代のエスプリ別冊
- 『精神病理の探究』至文堂　1994　現代のエスプリ別冊 臨床心理テストシリーズ
- 『つれあいの心理と幸福 21世紀の夫婦の関係を展望する』至文堂　1994　現代のエスプリ別冊
- 『結婚と離婚の間 夫と妻メンタルヘルス・エッセンス』佐藤悦子共編　日本文化科学社　1995
- 『スクール・カウンセリング技法と実際』平尾美生子共編　至文堂　1995　現代のエスプリ別冊
- 『スクール・カウンセリング要請と理念』平尾美生子共編　至文堂　1995　現代のエスプリ別冊
- 『中高年の心理と健康 21世紀の高齢者に幸福な環境とは』至文堂　1995　現代のエスプリ別冊
- 『被災者の心のケア』至文堂　1996　現代のエスプリ別冊
- 『看護と介護の人間関係』至文堂　1997　現代のエスプリ>別冊
- 『看護の心理学入門』金子書房　1997　ナースのための心理学
- 『患者の心理とケアの指針』金子書房　1997　ナースのための心理学
- 『貢献者の肖像と寄与』至文堂　1998　現代のエスプリ別冊 臨床心理学シリーズ
- 『心理査定プラクティス』至文堂　1998　現代のエスプリ別冊 臨床心理学シリーズ
- 『スクール・カウンセリング 学校心理臨床の実際』新曜社　1998
- 『患者の心理』至文堂　2000　現代のエスプリ別冊　ヒューマン・ケア心理学シリーズ
- 『生活習慣の心理と病気』小玉正博共編　至文堂　2000　現代のエスプリ別冊 ヒューマン・ケア心理学シリーズ
- 『人間関係論入門』金子書房　2000　ナースのための心理学
- 『パーソナリティ発達論 生涯発達と心の危機管理』金子書房　2000　ナースのための心理学
- 『病気と痛みの心理』上野矗,志賀令明共編　至文堂　2000　現代のエスプリ別冊
- 『臨床心理査定学』誠信書房　2003　臨床心理学全書
- 『心理査定実践ハンドブック』氏原寛,亀口憲治,西村洲衞男,馬場禮子,松島恭子共編　創元社　2006

## 翻訳
- エヴァンズ『エリクソンとの対話』中園正身共訳　北望社　1971
- R.I.エヴァンズ『アイデンティティの探究 エリクソンとの対話』中園正身共訳　金沢文庫　1973
- シドニー・M.ジュラード『透明なる自己』誠信書房　1974
- R.E.カバナフ『死と出会うとき』栗山仁子共訳　金沢文庫　1975
- Ruth Wu 『病気と患者の行動』監訳　医歯薬出版　1975
- シドニー・M.ジュラード『精神健康の条件 自己実現の道をひらく』産業能率短期大学出版部　1976
- R.I.エヴァンズ『エリクソンは語る アイデンティティの心理学』中園正身共訳　新曜社　1981
- D.A.ベイカル『病気と痛みの心理学』監訳　新曜社　1983
- Gloria M.Francis,Barbara A.Munjas『看護診断のための患者アセスメント』監訳　医歯薬出版　1986
- Lucille A.Joel,Doris L.Collins 編『こころの看護学 精神看護の理論と展開』監訳　星和書店　1986
- R.シャーマン,N.フレッドマン『家族療法技法ハンドブック』平木典子共訳　星和書店　1990
- F.W.カスロー編『心理臨床スーパーヴィジョン』平木典子共訳編　誠信書房　1990
- Ruth Wu 『病気と患者の行動』監訳　医歯薬出版　1993
- ステファニー・ドナルドソン&ロバート・M.プレスマン『自己愛家族 アダルトチャイルドを生むシステム』監訳 竹前ルリ,山口恵美子,真板彰子共訳　金剛出版　1997
- チャールズ・J.オリーリ『カップルと家族のカウンセリング パーソン・センタード・アプローチ』監訳　金剛出版　2002